# 了不起的盖茨比
《了不起的盖茨比》（英語：The Great Gatsby），出版于1925年，是美國作家弗朗西斯·斯科特·菲茨杰拉德所寫的一部以1920年代的紐約市及長島為背景的中篇小說，被視為美國文學“爵士時代”的象徵。故事主要講述了年輕而神秘的百萬富翁傑·蓋茨比對黛西·布卡南的执着追求。该小說是菲茨杰拉德最伟大的作品，探討了墮落、理想主義、變革阻礙、社會巨變、放蕩；為爵士時代和咆哮的二十年代進行了深度描繪，普遍認為是對美國夢的警醒。
菲茨杰拉德參加了長島北岸的宴會，在1923年著手小說的創作，用他的話來說，“一些新穎的——一些非凡的、美妙的、單純的、雜亂的形式。”然而，菲茨杰拉德的進度緩慢，在完成第一稿後于1924年前往蔚蓝海岸。他的編輯麥克斯威爾·柏金斯認為故事太暧昧，說服作者在第二個冬天將故事修訂。菲茨杰拉德對小說的標題感到迷茫，曾經一度將其命名為《西卵的特立馬喬》。
菲茨杰拉德是当时的畅销书作家，但他希望《了不起的盖茨比》能成为传世之作。查理斯·斯克裏布納之子公司出版了該小說後，评论界有褒有贬。而且销量不佳——菲茨杰拉德在世時的總銷量都少于二萬四千本。菲茨杰拉德很失望，于1940年含恨而終。小說在二战时流行开来，受到前线战士的欢迎，其後更成為高中、大學文學課的必读作品。今天，《了不起的盖茨比》被公认为美國文學的經典傑作。1998年，現代圖書館編輯委員會投票，評選其為最偉大的美國小說和最佳英語小說的第二名；随后入选2005年时代周刊百本最佳英文小说。
本书有許多中文翻譯版本，書名也有許多譯法：如《永恆之戀》（黃淑慎譯，1954年）、《大哉！蓋世比》（王潤華、淡瑩譯，1969年）、《大亨小傳》（喬治高（高克毅）譯，1970年）、《大亨──凱士畢》（丁士奇譯，1971年）、《了不起的盖茨比》（巫宁坤译，1982年）等。

## 歷史
《了不起的盖茨比》的背景設在1922年興盛的長島，就美國咆哮的二十年代以社會批判的角度進行了敘述。在當時，經濟飛速發展，流行爵士樂、輕佻文化、販賣私酒、犯罪率高，都在小說中刻画出来。菲茨杰拉德利用1920年代的社會發展為蓋茨比創造了鋪墊，從簡單的細節，如汽車，到更加宽泛的主題，如用盖茨比贩私酒暴富暗喻当时的犯罪文化等。菲茨杰拉德通过叙述一个易使读者产生共鸣、不随时代褪色的故事，揭露咆哮的二十年代浮华社会背後的真相。
菲茨杰拉德曾經在長島北岸的莊園參加了宴會，這為小说背景提供了靈感。迄今，到底哪一所莊園才是故事靈感的來源地众说纷纭。一种说法是Land's End，这是一所著名的黃金海岸公館（Gold Coast Mansion）。作者早年生活也在故事中有所反映。菲茨杰拉德是明尼蘇達州人，和尼克一樣，他曾就讀于常春藤盟校之一：普林斯顿大学（尼克為耶魯大學畢業）。菲茨杰拉德也與傑·蓋茨比有些類似，他在随军驻扎時墜入愛河，並努力試圖證明自己是位合格的戀人，结果失望一生。菲茨杰拉德19岁时擔任少尉，駐紮在阿拉巴馬蒙特哥馬利的謝爾丹營。他在那裏与17歲的富家女杰内瓦·金相恋，但因为地位低微，被对方的父亲严词拒绝。22歲时，他與年僅17歲的風流少女塞爾達·賽爾（Zelda Sayre）相戀。塞爾達答應嫁給他，但由于她瘋狂拜金、貪圖享樂，又悔婚了，直到菲茨杰拉德的第一本畅销小说出版后他们才结婚。像故事中的尼克一樣，菲茨杰拉德認為這種新生活充滿激情和誘惑；和蓋茨比一樣，他對財富頂禮膜拜。在許多地方上，《了不起的蓋茨比》反映了菲茨杰拉德試圖直面自己对爵士時代充滿矛盾的心態。與蓋茨比相似，即使姑娘的所作所為将菲茨杰拉德引向他所鄙夷的一切，但她代表着菲茨杰拉德所爱慕的一切，引诱他努力向前却又不断失去。

## 內容簡介
小說主要事件發生在1922年夏。耶魯大學畢業生、一戰退伍軍人尼克·卡拉威（也是小说叙述人）從中西部来到紐約，靠販卖债券維生。他在長島的西卵村租住了一間小屋，与蓋茨比为鄰。傑·蓋茨比是一個年輕、神秘的百萬富翁，经常舉辦豪華宴會，却很少出头露面；有許多人到他那裏去吃喝，他始終是一個孤獨的人。尼克驅車到東卵村拜访表妹黛西·費伊·布坎南，她丈夫湯姆·布坎南是尼克的大學同學。他們將尼克介紹給喬丹·貝克小姐，她是位充滿魅力却略带自私的青年高爾夫球手；尼克认为自己爱上了她。她告訴尼克，湯姆有外遇，叫默特爾·威爾遜，住在“灰燼谷”：西卵村和紐約城之間的工業垃圾場。不久，尼克和湯姆、默特爾前往他们幽会的公寓，舉行放蕩的狂歡會。默特爾几度提起黛西的名字，湯姆在憤怒中打扁了默特爾的鼻子。

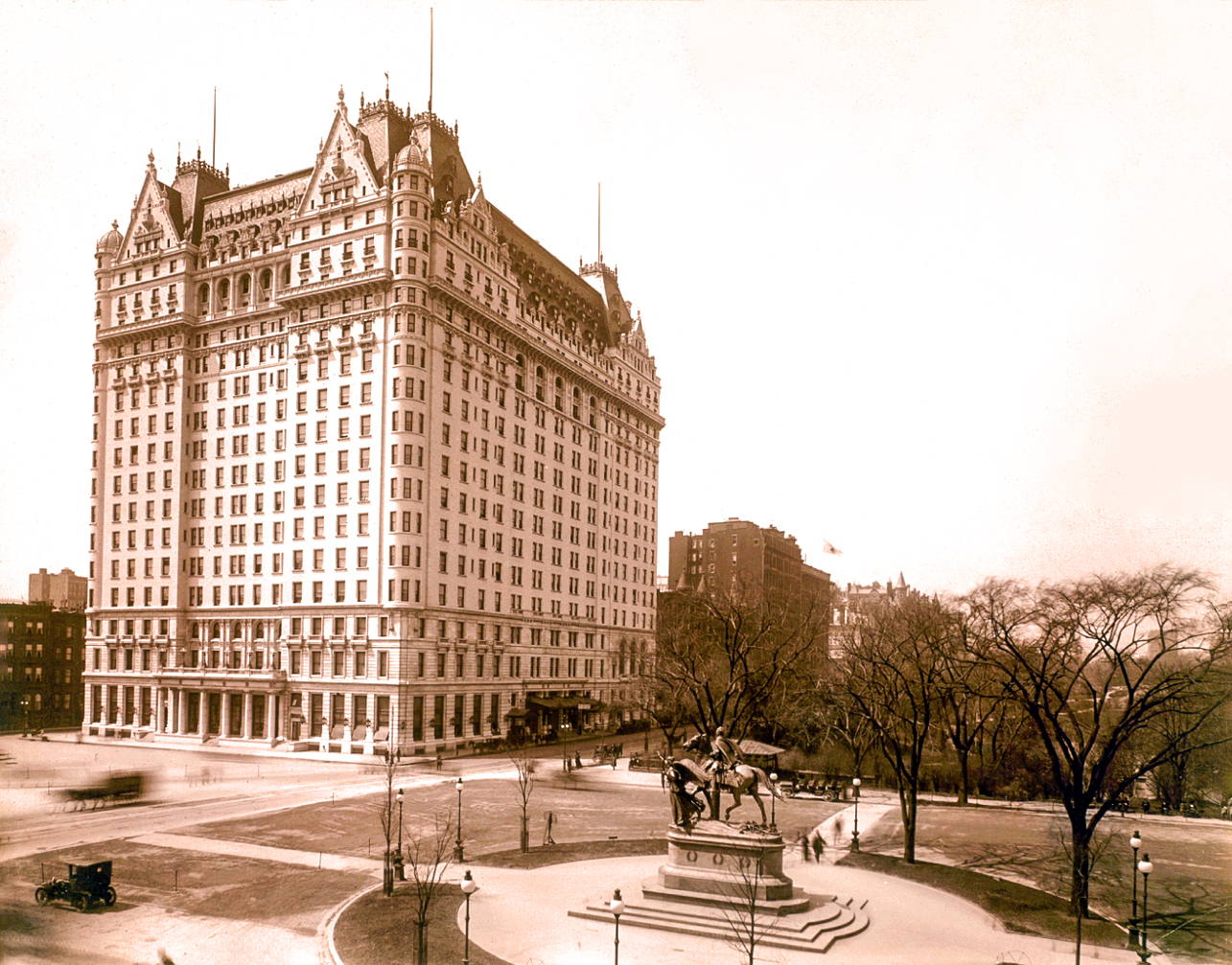
1920年代早期的广场酒店

夏季某日，尼克收到蓋茨比宴會的邀請函。他在宴會上碰見喬丹·貝克，而且终于見到蓋茨比，发现盖茨比竟然在戰爭中與他同在一個師服役。尼克從喬丹那裏得知蓋茨比在1917年與黛西墜入愛河，但因为他要去参军，黛西最终嫁给了汤姆·布坎南。戰后，他赚了很多钱，在长岛买下豪宅，眺望海灣对面黛西的家，希望“再续前缘”。蓋茨比奢華的生活方式與放蕩的狂歡會不過是為了吸引黛西，好讓她回心轉意。蓋茨比要尼克安排他與黛西見面。尼克邀請黛西到家品茶，隱瞞了蓋茨比到場一事。在一陣尴尬後，蓋茨比和黛西舊情復燃。他們再次相戀，而湯姆很快起了疑心。在某次飯局上，黛西對蓋茨比言辭甜蜜，毫不掩飾，湯姆的懷疑成真。雖然湯姆自己也有情婦，但他對妻子出軌倍感憤怒。湯姆逼迫大家前往紐約市，在廣場酒店的套房裏與蓋茨比對質，告訴他夫妻间的故事是蓋茨比所不能領悟的。不僅如此，他揭露蓋茨比販賣私酒，從事其它見不得人的勾當，才得到了今日的财富。黛西感觉自己无法承受，只想离开，湯姆叫蓋茨比驱车送她回家。
尼克、喬丹、湯姆驅車回家时經過“灰燼谷”，發現湯姆的情婦默特爾被盖茨比的车撞死了。事後，尼克從蓋茨比那裏得知當時是黛西开车，但蓋茨比不愿揭发自己深爱的女人。默特爾的丈夫喬治以為車主就是自己妻子外遇的對象，對此展開搜索。湯姆誤導喬治，後者發現車主是蓋茨比後，來到豪宅，開槍行凶，隨後自盡。尼克為蓋茨比舉辦葬禮，結束了與喬丹的關係，看破了東部的生活方式，回到了中西部的老家。

### 主要人物
- 尼克·卡拉威（Nick Carraway）
  耶魯大學畢業生，來自中西部，一戰老兵。在故事開始時新搬到西卵居住，年齡29歲（後30歲）。他是小說的第一敘事人，是蓋茨比的鄰居、股票經紀。尼克性格隨和，有時言語諷刺，有些樂觀，但這些性格隨著劇情的發展逐漸淡化。
- 傑·蓋茨比（Jay Gatsby）
 年輕、神秘的百萬富翁，有些商業背景（後被揭露是販賣私酒），來自北達科他州。他著迷于黛西·布坎南，倆人曾在一戰相戀。根據馬修·J·布拉克利[11]對菲茨杰拉德的傳記《有些偉大的史詩》[12]，人物形象是基于走私販子，一戰軍官麥克斯·格拉克（M. Gerlach）。據稱，一戰後蓋茨比曾經在英國牛津三一學院短期進修[13]
- 黛西·布卡南（Daisy Buchanan）
  魅力十足、充滿激情、膚淺、自戀的妙齡女子，被認為是輕佻女郎。[14]她是尼克的二堂妹，湯姆·布坎南的妻子。菲茨傑拉德與吉尼芙拉·金（Ginevra King）曾經有段風流史，被認為是創作黛西的靈感。在嫁給湯姆前，黛西曾經與蓋茨比有過戀情。她對蓋茨比和湯姆之間的選擇是小說的主要矛盾之一。
- 湯姆·布坎南（Thomas "Tom" Buchanan）
  住在東卵的百萬富翁，黛西的丈夫。湯姆身材矯健，嗓音沙啞，傲慢自大，是耶魯大學的前橄榄球星。布坎南與威廉·米切爾類似，後者迎娶了吉尼芙拉·金。布坎南和米切爾都是喜愛打馬球的芝加哥人。菲茨傑拉德憎恨吉尼芙拉的父親，和他一樣，布坎南曾經在耶魯就讀，是個白人優越主義者。[15]
- 喬丹·貝克（Jordan Baker）
  黛西·布坎南的老友，“秋葉黃”般的頭髮，運動員般的體格，態度高傲。在故事的絕大部分中，她是尼克的女友；業餘高爾夫球手，有些不誠實的壞名聲。菲茨傑拉德告訴麥克斯韋·帕金斯（M.Perkins）喬丹的形象是基于高爾夫球手伊迪斯·卡明斯（Edith Cummings），是吉尼芙拉·金的朋友。[15]她的名字來自于曾經流行的品牌喬丹汽車和貝克汽車[16]，影射喬丹“快捷”的名聲和美國人所代表的自由，特別是1920年代的女性。[17][18][19]
- 喬治·B·威爾遜（George B. Wilson）
  修車廠主、技師。湯姆·布坎南和他的妻子默特爾·威爾遜都不喜歡他，稱他「笨得都不知道自己還活著。」當得知妻子遭遇不幸後，他誤認為是蓋茨比所為，便下了毒手，隨後自殺。
- 默特爾·威爾遜（Myrtle Wilson）
  喬治的妻子，湯姆·布坎南的情婦。默特爾性格不安份，渴求逃出婚姻圍城，但為此遭遇不幸。默特爾不巧撞上了蓋茨比的車（其實是黛西開車，但蓋茨比自願承擔了責任）。
- 梅耶·沃爾夫西恩（Meyer Wolfshiem）[note 1]
  猶太人，蓋茨比的導師，在棒球世界大賽上賭博。沃爾夫西恩在小說中僅出現兩次，拒絕參加蓋茨比的葬禮。他是對阿諾德·羅斯坦（A.Rothstein）的影射，後者是紐約罪犯頭目，被指責制造了黑襪醜聞，為1919年世界大賽抹了黑。[22]

## 寫作與出版
菲茨杰拉德在1922年開始計劃他的第三部小說，但因為他的戲劇《蔬菜》做編而拖延，耽擱了夏天和秋天。戲劇演的一塌糊塗，菲茨杰拉德不得不花整個冬天為雜誌寫故事來還債。用他自己的話來說，這些故事“全都是垃圾，它幾乎讓我心碎，”其中的一個故事叫做《冬天的夢》，後被菲茨杰拉德稱之為“蓋茨比想法的第一份草稿”。
在孩子出生之後，菲茨杰拉德于1922年10月移居長島大頸郡；該郡成為《了不起的盖茨比》的背景。菲茨傑拉德的鄰居是紐約新貴，如作家瑞恩·拉德納，演員盧·菲爾德，喜劇演員艾德·溫。這些人物都是些“暴發戶”，不像來自曼哈西特灣或北岸的老財主。這些現實的並列給予菲茨杰拉德靈感，創作了“西卵”和“東卵”。在小說中，大頸是暴發戶，被稱之為“西卵”；華盛頓港則是老財主，被稱之為“東卵”。幾座豪宅則為蓋茨比家提供靈感，如奧卡城堡（Oheka Castle）和已廢棄的比肯塔（Beacon Towers）。
到了1923年中，菲茨杰拉德已經寫了18,000字，但刪去了絕大部分，這些在1924年重新出現在短篇小說《寬恕》當中。
菲茨杰拉德在1924年開始專心寫作，他告訴自己的記賬人“總算從樹林裏出來，開始寫作了。”他決定抛開之前的故事，告訴帕金斯小說是“有意識的藝術成就”，“純粹的創作 —不是我編的垃圾幻想故事，而是對真摯光明世界的持續思考。”之後，在編訂過程中，他補充道，自己感覺“有種巨大的力量在我身上，是我從未感受過的。”但在靈感的爆發後不久，菲茨杰拉德一家搬到蔚藍海岸，關係也遂即緊張起來。然而，到了八月份，菲茨杰拉德努力工作，約在十月份完成了第一份手稿，于十月三十號送到編輯麥克斯韋·帕金斯和代理人哈羅德·奧伯（Harold Ober）手中。一家人在冬天搬到了羅馬。十一月，帕金斯寫信告訴他人物蓋茨比“有些模糊”，他的財富和商業需要“一些解釋”，應該進行“勾勒”，菲茨杰拉德便做了修改。
經過幾輪修改後，菲茨杰拉德在1925年2月終于完成終稿。他的修改包括對第六章和第八章。雖然如此，他拒絕了連載版權的$10,000，以便趕得上圖書的出版。他在1923年提前收到$3939，在出版時收到$1981.25。

## 封面插圖
第一版《了不起的盖茨比》的封面插圖是美國文學最為著名的作品之一。它描繪了一雙空洞的眼睛和一張浮在藍天的嘴巴，折射出霓虹中的女郎。在菲茨杰拉德寫作時，默默無名的藝術家弗朗西斯·庫加特（F.Cugat）負責繪制插圖在小說完成前就準備妥當；菲茨杰拉德對此沈醉，告訴他的出版人自己“把它寫進了”自己的小說中。菲茨杰拉德稱插圖與小說的關係以虛構眼科醫生艾克爾堡大夫的形式出現，（它出現在喬治·威爾遜修車廠上方破敗的廣告牌中）書中描寫道“藍色的，龐大無比——瞳仁就有一碼高。這雙眼睛不是從一張臉上向外看，而是從架在一個不存在的鼻子上的一副碩大無朋的黃色眼鏡向外看。”雖然這段話與插圖有些關係，更加細微的解釋可以從黛西·布坎南的描述中得到“女孩無神的面龐浮遊在黑暗的檐口和絢爛的信號當中。”海明威在《流動的饗宴》中寫道當菲茨杰拉德借給他一份《了不起的盖茨比》時，他立即對封面產生反感，但“斯科特告訴我別讓它分心，這是長島高速公路上的廣告牌，對小說十分重要。他說曾經挺喜歡護封，但現在不怎麽喜歡了。”

## 標題
菲茨杰拉德在命名小說上犯了難，最後不得不名之為《了不起的盖茨比》，這一命名從亚伦-福尼尔的《了不起的米尔纳斯》得到靈感。在此之前，菲茨杰拉德嘗試使用過許多標題他最初給出的命名是Trimalchio（特立馬喬），他是彼得羅紐斯《酒色之徒》中一名殘忍的暴發戶，甚至曾經將蓋茨比與特立馬喬做了比較：“有趣的是，某一個星期六晚上，當蓋茨比在巅峰時，屋子裏的燈突然滅掉了——正如這昏暗降臨一樣，他特立馬喬般的事業也結束了。”與蓋茨比奢華的宴會不同，特立馬喬組織的狂歡更加放肆、淫蕩，根據托尼·塔納（T.Tanner）企鵝版的序言，兩者之間的關係十分微妙。
1924年11月，菲茨杰拉德寫給帕金斯說“我現在決定使用書上的標題 ...《西卵的特拉馬喬》”，但因引述十分晦澀，難以理解而最終放棄。他的妻子塞爾達和帕金斯都推薦《了不起的盖茨比》，菲茨杰拉德在一個月後終于表示同意。在出版前的一個月最後的一輪校對中，他問是否可以將小說重新命名為《特立馬喬》或是《金冒蓋茨比》，但帕金斯表示堅決反對。1925年3月19日，菲茨杰拉德提議是否可以將小說改名為《在紅、白、藍下》，但此時已經沒有時間了。1925年4月10日，《了不起的蓋茨比》終于面世。菲茨杰拉德覺得“題目還湊合，說不上好。”
早期草稿的題目是《特立馬喬：了不起的盖茨比的一個早期版本》，草稿後被出版。兩份草稿有明顯差異，但從中看來，草稿並非完全失敗。另一個差異是湯姆·布坎南和蓋茨比之間的爭辯更加平和，雖然黛西最終回到湯姆身邊。

## 主題
薩拉·徹奇維爾（S.Churchwell）認為《了不起的盖茨比》是“美國夢頹廢消極面的警世通言。”小說探討了人們對從頭再來的渴望、社會政治、殘忍以及對理想和人們的背叛。小說應用了反語和悲劇性結尾，深入剖析驕奢淫逸的主題和青春的莽撞毛糙。
其它人，如記者尼克·吉萊斯皮（N.Gillespie）認為《了不起的盖茨比》揭示了“現代經濟不是以身分和繼承為基礎，而是以創新和滿足消費者需求的能力來界定的，這使得階級劃分被打破。”這種解釋主張《了不起的盖茨比》捕捉到了美國特色，因為這是有關變革和阻撓的故事；有的變革來自新一波移民（二十世紀早期的南歐人、今天的拉美人），暴發戶，或少數民族的成功人士。美國從1920年代至今經歷過多次經濟和社會變革。正如吉萊斯皮所述“具體公式始終在改變著，從《蓋茨比》可以很容易得到共鳴，老牌經濟文化與新興力量是基本衝突，存在于美國社會的方方面面。”由于這種觀念頗具美國特色，貫穿整個美國歷史，讀者是可以從《了不起的盖茨比》中細細品味的（也是小說經久不衰的原因）。

## 反響
1925年4月10日，《了不起的盖茨比》由斯克裏布納之子公司出版。當天，菲茨杰拉德致電帕金斯問詢情況：“有什麽消息嗎？”20日，帕金斯回複“賣的不怎麽樣，但評價頗高。”菲茨杰拉德在4月24日回複稱消息令他“鬱悶”，結尾是“致您的，十分鬱悶。”菲茨杰拉德希望小說會在商業上大獲成功，賣出75,000本。到了10月，當面世火熱過後，小說還沒賣到20,000本。雖然如此，斯克裏布納持續著印刷；原始版一直用到1946年，此後，《蓋茨比》有了三個版本，原始版也就不再需要了。菲茨杰拉德從同時代作家T. S.艾略特，伊迪斯·華頓、威拉·卡瑟那裏得到好評；然而，這都是私下的意見，菲茨杰拉德則瘋狂地希望獲得評論界和讀者的承認。
在當時，評論界對《了不起的盖茨比》意見不一。《紐約時報》的艾德文·克拉克對小說的贊美溢于言表，認為小說是個“有趣的故事，是當今神秘的、絢爛的故事。”同樣地，《洛杉矶時報》的莉莉安·C·福特寫到：“小說給讀者留下奇妙的經歷，回味無窮。”，稱小說“對生活的啓示”“一部藝術品。”《紐約郵報》稱小說“令人陶醉 ...他的風格煥發才智，才華橫溢；他的寫作真摯酣暢。”《紐約先驅者論壇》對小說不以為然，認為《了不起的盖茨比》不過是“純粹的暫時現象，當下妳所能想象的一些細微洞察它有所包含——很輕盈、很細致、很尖銳 ….是文學的檸檬糕點。”《芝加哥論壇報》的H.L.門肯稱小說“從形式上看不過是華美的轶事，而且可能還不是”，但贊揚小說“結局謹慎而絕妙。”
有些作者覺得較之先前作品，小說令人意猶未盡，隨即對此加以批評。《達拉斯早報》的哈維·伊格爾頓認為小說標志著菲茨杰拉德成功的終結：“當讀完《了不起的盖茨比》後，人們感到遺憾，不是為書中人物的命運，而是為菲茨杰拉德先生。”《皮卡有恩時報》的約翰·麥克盧爾認為小說不可信，寫到“從概念和結構來看，《了不起的盖茨比》似乎有些生硬。”《聖路易斯郵報》的拉爾夫·科格倫覺得小說不如先前的作品好，認為故事是個“次要演出 …此時的作者似乎有些無聊、疲倦、不忿。”《紐約世界晚報》的露絲·斯奈德認為故事的風格“痛苦強迫”，認為編輯“在閱讀完《了不起的盖茨比》後確信菲茨杰拉德先生不是當今最偉大的美國作家之一。”評論攻擊道菲茨杰拉德沒說到點上：“所有的評論，甚至是最富熱情的，都不知道故事所云。”
菲茨杰拉德的目標是創作一篇文學作品，證明自己是個真正的作家，《了不起的盖茨比》在商業上沒有他之前的作品《人間天堂》和《美麗與毀滅》成功。雖然小說印刷了兩次，有些存貨多年賣不出去。菲茨杰拉德自己將萎靡的銷路歸結為時下的讀者群主要是女性，而《蓋茨比》中沒有一個像樣的姑娘。根據他的帳薄，如今可以從南卡羅來納大學托馬斯·庫珀圖書館那裏看到，他從小說上僅獲利$2,000。雖然1926年歐文·戴維斯將其改編為電影，派拉蒙電影出了它的無聲版，都為作者獲了利，但菲茨杰拉德依然覺得他沒有獲得應有的承認，覺得在成為公眾嚴肅作家的問題上被潑了冷水。有很多年，大眾認為《了不起的盖茨比》不過在懷舊罷了。

## 影響與現代分析

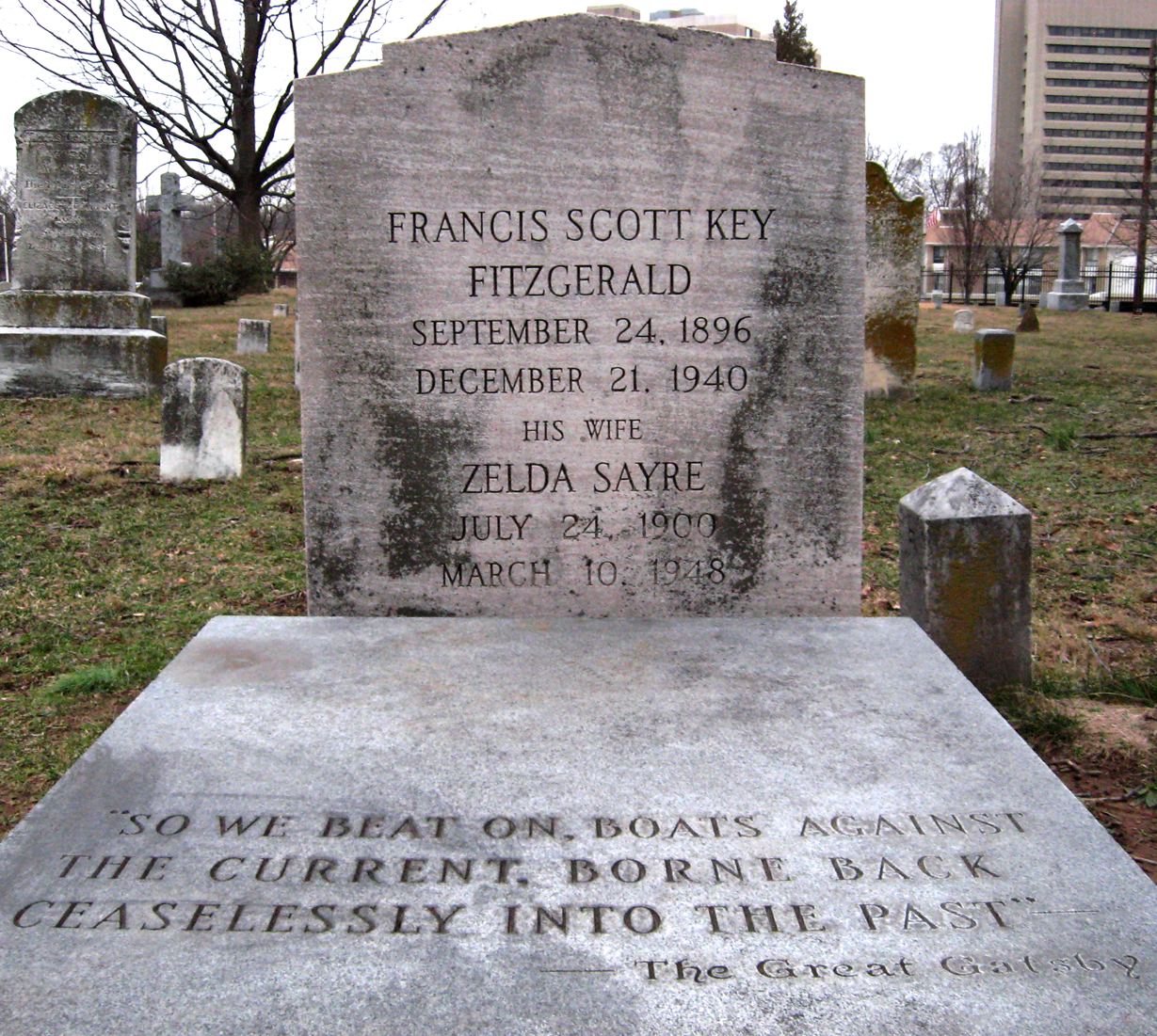
位于马里兰州的菲茨杰拉德夫妇墓碑，其中墓志铭来自本书

1940年，菲茨杰拉德犯了第四次、也是最後一次心臟病，在離世時認為自己的作品已經被人抛棄。在彌留之際，他寫給自己的女兒“現在，我希望自己從來沒有放松或是回首——但是正如在《了不起的盖茨比》最後所說的那樣：我找到了自己的方法——從現在起這是首要的。這是我當下的任務——除此以外我一無是處。”但依照他來看，自己是個失敗者，在臨終前才賣出25,000本書。他在《紐約時報》上的訃告所引述的蓋茨比證明小說的潛力還遠沒有被挖掘出來。然而，小說在背地裏卻頗受賞識；愛德華·紐豪斯和巴德·舒爾伯格深受小說影響，約翰·奧哈拉也是。1941年，愛德蒙·威爾遜在《最後的大亨》裏再版了《蓋茨比》，一時評論四起，絕大多數觀點認為小說是個經久不衰的名著。
1942年，一群出版人創辦了“戰時書會”（Council on Books in Wartime）。書會旨在為參加二戰士兵發放圖書。《了不起的盖茨比》也在其中。小說在士兵中大受歡迎，根據《周六晚郵報》的評論，小說和“海報女郎有一拼”。，共有155,000本《蓋茨比》送出海外，發放到戰士們手中，這最終導致了小說的出名和暢銷。
到了1944年，對菲茨杰拉德作品的完整文獻出版，第二年，“有關《蓋茨比》不過是時下作品的觀點煙消雲散。”在1945年，菲茨杰拉德的作品再此受到關注，二戰軍隊版《蓋茨比》有150,000本送到戰士手中，獲得了大量讀者群。在1950年代，小說逐漸成為高中教科書，列為必讀。評論家愛德蒙·威爾遜是菲茨杰拉德的朋友，他為這種復興做了鋪墊1951年，亞瑟·麥茲納寫的傳記《天堂的那邊》，描述這位天才作家甘苦的一生和悲劇的下場。他強調了文學評論家對小說的積極評價，公眾對小說的態度，以及對作品的重新發現。
到了1960年，小說每年都能賣出50,000本，《紐約時報》社論家亞瑟·麥茲納稱贊小說是“二十世紀美國名著。”《了不起的盖茨比》在全球範圍內售出超過兩千五百萬本。小說每年賣出500,000本，斯克裏布納之子公司的最為著名；在2013年，僅電子書一版就賣出185,000本。
中文版譯者喬志高說“費滋傑羅幾乎成為美國文壇的icon（偶像），他的作品被稱為canon（經典），《大亨小傳》中的人物、情節、和語言，不時被人引用，好像這部書是個美國的allegory（寓言）”。村上春树也对《了不起的盖茨比》由衷热爱，对其反复读过多遍。评价《了不起的盖茨比》美得无以复加，而且完美无缺，其文体简洁明快，又有自然之美。且村上先生着手于《了不起的盖茨比》的翻译工作，表示翻译一本书，意味着精心吟味书中所写的一字一句，换言之就是长期深入地介入整部作品（比喻为男女关系，也许接近多年共同起居的感觉），所以多有某种作用波及作品与自己的关系，但就《了不起的盖茨比》而言，根本不曾出现这样的情况。不论多么紧密地贴近，这部作品给我的印象也没有丝毫变化。“说来就是，《了不起的盖茨比》是一位才华横溢的青年在巅峰状态几乎一气呵成写出的‘朱庇特’（指《朱庇特交响曲》，莫扎特写于1788年的最后一部交响曲，被誉为其音乐创作的顶峰）式的作品（他自然是殚精竭虑写就的，但我还是认为不妨这么说）。”

## 改編作品
《大亨小傳》曾多次被改編成不同表演格式的作品，包括電影及歌剧。

### 電影與電視劇
- 《大亨小傳》（1926年），導演是赫伯·佈雷農（英语：Herbert Brenon）——《大亨小傳》在出版一年後就被搬上銀幕。該片是無聲黑白電影，主演有華納·巴士達、洛伊絲·威爾遜（英语：Lois Wilson (actress)）及威廉·鮑威爾，但此版本的存片已遺失。
- 《大亨小傳》（1949年），導演是埃利奧特·紐根特（英语：Elliott Nugent）——小說第二次被搬上銀幕。阿倫·列特（英语：Alan Ladd）飾盖茨比，其他主要演員有：雪莉·雲達絲（英语：Shelley Winters）、比提·菲露（英语：Betty Field）、巴利·蘇里雲（英语：Barry Sullivan）、露芙·哈絲（英语：Ruth Hussey）、侯活·德·施華（英语：Howard Da Silva）、亨利·侯路（英语：Henry Hull）、加露·馬遼（英语：Carole Mathews）及麥當奴·加利（英语：Macdonald Carey）。因版權問題，此片並不易找。
- 《大亨小傳》（1974年），導演是傑克·克萊頓（英语：Jack Clayton）——該片由弗朗西斯·科波拉改編劇本，羅拔·烈福飾蓋斯比，其他主要演員有：米亚·法罗、森·和達士頓、布魯斯·丹、侯活·德·施華（英语：Howard Da Silva）、史葛·威爾遜（英语：Scott Wilson）及嘉蓮·白烈。
- 《大亨小傳》（2000年），導演是罗伯特·马科维茨（英语：Robert Markowitz）——這是電視電影版。主演是陶比·史蒂芬、保羅·活特及米拉·索维诺。
- 《大亨小傳》（2013年），導演是巴兹·鲁尔曼[89]——原定于2012年12月25号上映的，后因3D制作原因推迟至2013年5月17日上映。主演是里安納度·狄卡比奧、杜比·麥奎爾和嘉莉·慕萊根。

### 歌劇
1999年，《大亨小傳》被改編為同名歌剧，由美國作曲家约翰·哈比森作曲；於1999年12月20日在紐約大都會歌劇院首演。

### 音乐剧
1991年，《大亨小傳》被日本宝冢歌剧团的专职编导小池修一郎改編為同名日语音乐剧，由日本作曲家吉崎憲治、甲斐正人作曲；於1991年8月8日在日本兵庫縣宝塚市的宝塚大剧场首演。

### 脚注
1. ↑  Karolides, Nicholas J.; Bald, Margaret; Sova, Dawn B.  Second. Checkmark Books. 2011: 499. ISBN 978-0-8160-8232-2. Rather than a celebration of such decadence, the novel functions as a cautionary tale in which an unhappy fate is inevitable for the poor and striving individual, and the rich are allowed to continue without penalty their careless treatment of others' lives.
2. ↑  Hoover, Bob. . Pittsburgh Post-Gazette. 2013-05-10  [2013-05-10]. （原始内容存档于2013-08-27）. （页面存档备份，存于）
3. ↑  . Letters of Note. Images by Gareth M. lettersofnote.com. 2013-03-25  [2013-05-24]. （原始内容存档于2013-08-27）. （页面存档备份，存于）
4. ↑  Trimalchio in West Egg
5. ↑  . Modern Library.   [2014-05-14]. （原始内容存档于2015-11-23）. （页面存档备份，存于）
6. ↑  .   [2009-06-24]. （原始内容存档于2009-05-15）. （页面存档备份，存于）
7. 1 2 3 4  Bruccoli 2000，第53–54頁
8. ↑  Gross, Dalton. . Westport, Connecticut: Greenwood Press. 1998: 167.
9. ↑  Kellogg, Carolyn. . Jacket Copy. Los Angeles Times.   [2013-04-26]. （原始内容存档于2021-01-13）. （页面存档备份，存于）
10. 1 2 3  SparkNotes Editors. . SparkNotes.   [2013-11-25]. （原始内容存档于2018-01-03）. （页面存档备份，存于）
11. ↑  Matthew J. Bruccoli
12. ↑  Some Sort of Epic Grandeur
13. ↑  McCullen, Bonnie Shannon. . Assadi, Jamal; Freedman, William  (编). . New York: Peter Lang. 2007. ISBN 978-0820488516.
14. ↑  Conor, Liz. . Indiana University Press. 2004-06-22: 301  [2013-02-24]. ISBN 978-0-253-21670-0. （原始内容存档于2020-02-24）. （页面存档备份，存于）
15. 1 2  Bruccoli 2000，第9–11頁
16. ↑  Jordan Motor Car Company, Baker Motor Vehicle
17. ↑  Fitzgerald, F. Scott. Bruccoli, Matthew J. , 编. . The Cambridge Edition of the Works of F. Scott Fitzgerald. Cambridge: Cambridge Univ. Press. 1991: 184  [2013-07-06]. ISBN 9780521402309. （原始内容存档于2014-01-02）. This name combines two automobile makes: the sporty Jordan and the conservative Baker electric. （页面存档备份，存于）
18. ↑  Fitzgerald, F. Scott. Bloom, Harold , 编. . New York: Chelsea House Publishers. 2006: 95  [2013-07-06]. ISBN 9781438114545. （原始内容存档于2014-09-27）. （页面存档备份，存于）
19. ↑  Fitzgerald, F. Scott. Tredell, Nicolas , 编. . Columbia Critical Guides. New York: Columbia University Press. 1997: 184  [2013-07-06]. ISBN 9780231115353. ISSN 1559-3002. （原始内容存档于2014-09-27）. （页面存档备份，存于）
20. ↑  . Cambridge University Press. 1991: liv  [2013-05-16]. （原始内容存档于2014-01-02）. （页面存档备份，存于）
21. ↑  . Cambridge University Press. 1991: 148  [2013-05-16]. （原始内容存档于2014-09-30）. （页面存档备份，存于）
22. ↑  Bruccoli 2000，第29頁
23. ↑  Mizener, Arthur. . The New York Times. 1960-04-24  [2013-07-29]. （原始内容存档于2018-01-31）. He had begun to plan the novel in June, 1923, saying to Maxwell Perkins, 'I want to write something new - something extraordinary and beautiful and simple and intricately patterned.' But that summer and fall was devoted to the production of his play, 'The Vegetable.' （页面存档备份，存于）
24. ↑  Curnutt, Kirk. . Oxford University Press. 2004: 58  [2013-10-11]. ISBN 0195153030. The failure of The Vegetable in the fall of 1923 caused Fitzgerald, who was by then in considerable debt, to shut himself in a stuffy room over a garage in Great Neck, New York, and write himself out of the red by turning out ten short stories for the magazine market.
25. 1 2 3 4 5 6 7 8 9 10 11 12 13 14 15 16 17 18  Mizener, Arthur. . The New York Times. 1960-04-24  [2013-05-12]. （原始内容存档于2018-01-31）. （页面存档备份，存于）
26. ↑  Fitzgerald, F. Scott. Turnbull, Andrew , 编. . Charles Scribner's Sons. 1963: 189. 3. 'Winter Dreams' (a sort of first draft of the Gatsby idea from Metropolitan 1923)
27. ↑  Murphy, Mary Jo. . The New York Times. 2010-09-30  [2014-04-12]. （原始内容存档于2020-02-22）. （页面存档备份，存于）
28. ↑  Writer Ring Lardner, actor Lew Fields, and comedian Ed Wynn
29. ↑  Bruccoli 2000，第38–39頁
30. ↑  Bruccoli 2000，第45頁
31. ↑  Randall, Mónica. . Rizzoli. 2003: 275–277. ISBN 978-0-8478-2649-0.
32. ↑  West, James L. W., III. . The Cambridge Edition of the Works of F. Scott Fitzgerald. Cover Design by Dennis M. Arnold. Cambridge University Press. 2000: xi  [2013-07-27]. ISBN 0-521-89047-0. （原始内容存档于2020-02-22）. He produces 18,000 words; most of this material is later discarded, but he salvages the short story "Absolution," published in June 1924. （页面存档备份，存于）
33. ↑  Haglund, David. . Slate. 2013-05-07  [2014-04-12]. （原始内容存档于2018-09-22）. （页面存档备份，存于）
34. ↑  Eble, Kenneth. . College Literature. Winter 1974, 1 (1): 37  [2013-05-24]. ISSN 0093-3139. （原始内容存档于2021-01-12）. consciously artistic achievement （页面存档备份，存于）
35. ↑  Flanagan, Thomas. . The New York Review of Books. 2000-12-21  [2013-05-24]. （原始内容存档于2015-09-09）. He may have been remembering Fitzgerald's words in that April letter: So in my new novel I'm thrown directly on purely creative work—not trashy imaginings as in my stories but the sustained imagination of a sincere yet radiant world. （页面存档备份，存于）
36. ↑  Leader, Zachary. . London Review of Books. 2000-09-21, 22 (18): 13–15  [2013-02-24]. ISSN 0260-9592. （原始内容存档于2019-12-06）. （页面存档备份，存于）
37. ↑  Tate, Mary Jo. . Infobase Publishing. 2007: 326  [2013-07-27]. ISBN 9781438108452. （原始内容存档于2014-09-26）. They lived in ROME from October 1924 to February 1925... （页面存档备份，存于）
38. ↑  Perkins, Maxwell Evarts. Bruccoli, Matthew Joseph; Baughman, Judith S. , 编. . Univ. of South Carolina Press. 2004: 27–30. ISBN 9781570035487.
39. ↑  Bruccoli 2000，第54–56頁
40. ↑  Fitzerald, F. Scott. . Irvin Department of Rare Books and Special Collections. University of South Carolina.   [2013-04-29]. （原始内容存档于2016-06-04）. （页面存档备份，存于）
41. ↑  Zuckerman, Esther. . The Atlantic Wire. The Atlantic Media Company.   [2013-04-29]. （原始内容存档于2013-11-06）. （页面存档备份，存于）
42. 1 2 3 4  Scribner, Charles, III.  (PDF). Princeton University Library Chronicle. Winter 1992, 53 (2): 140–155  [2013-07-27]. （原始内容 (PDF)存档于2013-11-06）. （页面存档备份，存于）（originally published as a brochure on 24 October 1991 to celebrate the Cambridge Edition of The Great Gatsby）
43. ↑  Scribner, Charles, III.  (PDF). Princeton University Library Chronicle. Winter 1992, 53 (2): 140–155  [2013-07-27]. （原始内容 (PDF)存档于2013-11-06）. We are left then with the enticing possibility that Fitzgerald's arresting image was originally prompted by Cugat's fantastic apparitions over the valley of ashes; in other words, that the author derived his inventive metamorphosis from a recurrent theme of Cugat's trial jackets, one which the artist himself was to reinterpret and transform through subsequent drafts. （页面存档备份，存于）（originally published as a brochure on 24 October 1991 to celebrate the Cambridge Edition of The Great Gatsby）
44. ↑  Hemingway, Ernest. . New York: Scribner. 1964: 176. ISBN 978-0-684-82499-4.
45. 1 2  Anderson, Kurt. . Studio 360. 2010-11-25. 14:26  [2013-05-22]. （原始内容存档于2013年10月13日）. [Donald Skemer（introduced 12:59）speaking] He went through many many titles, uh, including Under the Red, White, and Blue and Trimalchio and Gold-hatted Gatsby ... [James West（introduced at 12:11）speaking] The High Bouncing Lover. And, uh, he in the end didn't think that The Great Gatsby was a very good title, was dissatisfied with it. （页面存档备份，存于）
46. ↑  Alain-Fournier's Le Grand Meaulnes
47. ↑  . The Economist. 2012-12-22  [2013-03-27]. （原始内容存档于2018-04-01）. （页面存档备份，存于）
48. ↑  Gatsby; Among Ash-Heaps and Millionaires; Trimalchio; Trimalchio in West Egg; On the Road to West Egg; Under the Red, White, and Blue; Gold-Hatted Gatsby; The High-Bouncing Lover。
49. ↑  Vanderbilt, Arthur T. . McFarland. 1999: 96  [2013-07-27]. ISBN 0786406631. （原始内容存档于2014-09-26）. A week later, in his next letter, he was floundering: 'I have not decided to stick to the title I put on the book, Trimalchio in West Egg. The only other titles that seem to fit it are Trimalchio and On the Road to West Egg. I had two others, Gold-hatted Gatsby and The High-bouncing Lover, but they seemed too slight.' （页面存档备份，存于）
50. ↑  F. Scott Fitzgerald, Chapter 7 opening sentence, The Great Gatsby
51. ↑  Tanner's introduction to the Penguin edition (2000), p. vii–viii.
52. ↑  Hill, W. Speed; Burns, Edward M.; Shillingsburg, Peter L.  14. University of Michigan Press. 2002  [2014-04-15]. ISBN 0472112724. （原始内容存档于2014-09-26）. ..., because in early November he wrote Perkins that "I have now decided to stick to the title I put on the book. Trimalchio in West Egg. （页面存档备份，存于）
53. ↑  Fitzgerald, Francis Scott; Perkins, Maxwell. Kuehl, John; Bryer, Jackson R. , 编. . Macmillan Publishing Company. 1971: 87. When Ring Lardner came in the other day I told him about your novel and he instantly balked at the title. 'No one could pronounce it,' he said; so probably your change is wise on other than typographical counts.
54. ↑  Bruccoli 2002，第206–07頁
55. ↑  Tate, Mary Jo. . Infobase Publishing. 2007: 87  [2013-07-27]. ISBN 9781438108452. （原始内容存档于2014-09-30）. He settled on The Great Gatsby in December 1924, but in January and March 1925 he continued to express his concern to Perkins about the title, cabling from CAPRI on March 19: 'CRAZY ABOUT TITLE UNDER THE RED WHITE AND BLUE STOP WHART（原文如此） WOULD DELAY BE' （页面存档备份，存于）
56. ↑  Lipton, Gabrielle. . slate.com. The Slate Group, a Division of the Washington Post Company.   [2013-05-06]. （原始内容存档于2021-01-11）. However, nearing the time of publication, Fitzgerald, who despised the title The Great Gatsby and toiled for months to think of something else, wrote to Perkins that he had finally found one: Under the Red, White, and Blue. Unfortunately, it was too late to change. （页面存档备份，存于）
57. ↑  Churchwell, Sarah. . The Guardian. 2013-05-03  [2013-10-11]. （原始内容存档于2020-09-14）. At the last minute, he had asked his editor if they could change the new novel's title to Under the Red, White and Blue, but it was too late. （页面存档备份，存于）
58. ↑  Lazo, Caroline Evensen. . Twenty-First Century Books. 2003: 75. ISBN 0822500744. When the book was published on April 10, 1924, the critics raved.
59. ↑  Bruccoli 2002，第215–17頁
60. ↑  Trimalchio: An Early Version of The Great Gatsby
61. ↑  West, James L. W., III. . The Cambridge Edition of the Works of F. Scott Fitzgerald. Cover Design by Dennis M. Arnold. Cambridge University Press. 2000  [2013-07-27]. ISBN 0-521-89047-0. （原始内容存档于2020-02-22）. （页面存档备份，存于）
62. ↑  West, James L. W., III. . The Huffington Post. 2013-04-10  [2013-07-27]. （原始内容存档于2017-10-24）. Luhrmann was also interested in Trimalchio, the early version of The Great Gatsby that I published in 2000 as a volume in the Cambridge Edition. （页面存档备份，存于）
63. ↑  Alter, Alexandra. . The Wall Street Journal. 2013-04-19  [2013-07-11]. （原始内容存档于2013-10-02）. Gatsby comes across as more confident and aggressive in 'Trimalchio' during a confrontation with romantic rival Tom Buchanan at the Plaza Hotel, challenging Tom's assertion that Gatsby and Daisy's affair is 'a harmless little flirtation.' （页面存档备份，存于）
64. ↑  Churchwell, Sarah. . The Guardian. 2013-05-03  [2013-10-11]. （原始内容存档于2020-09-14）. （页面存档备份，存于）
65. 1 2 3  Symkus, Ed. . Boston Globe. 2013-05-04  [2013-05-05]. （原始内容存档于2020-09-30）. （页面存档备份，存于）
66. 1 2 3  Gillespie, Nick. . Reason. 2013-05-02  [2013-05-12]. （原始内容存档于2018-06-19）. （页面存档备份，存于）
67. 1 2 3  O'Meara, Lauraleigh.  1st paperback. Routledge. 2002  [2013-05-21]. ISBN 978-0-415-86701-6. （原始内容存档于2014-12-08）. （页面存档备份，存于）
68. ↑  Clark, Edwin. . The New York Times. 1925-04-19  [2013-05-11]. （原始内容存档于2018-03-04）. （页面存档备份，存于）
69. ↑  Ford, Lillian C. . Los Angeles Times. 1925-05-10  [2013-05-11]. （原始内容存档于2013-10-27）. （页面存档备份，存于）
70. ↑  . The New York Post. 1925-05-05.
71. ↑  . New York Herald Tribune. 1925-04-12.
72. ↑  Mencken, H. L. . The Chicago Daily Tribune. 1925-05-03.
73. ↑  Eagleton, Harvey. . The Dallas Morning News. 1925-05-10.
74. ↑  McClure, John. . The Times-Picayune. 1925-05-31.
75. ↑  Coghlan, Ralph. . St. Louis Post-Dispatch. 1925-04-25.
76. ↑  Snyder, Ruth. . New York Evening World. 1925-04-15.
77. ↑  Mizener 1951，第167頁
78. 1 2  Bruccoli 2000，第175頁
79. ↑  Howell, Peter. . The Star. 2013-05-05  [2013-05-05]. （原始内容存档于2021-01-12）. （页面存档备份，存于）
80. 1 2 3  Donahue, Deirdre. . USA Today. 2013-05-07  [2013-05-12]. （原始内容存档于2017-08-12）. （页面存档备份，存于）
81. ↑  . Nytimes.com. 1940-12-23  [2010-08-30]. （原始内容存档于2017-06-06）. The promise of his brilliant career was never fulfilled. （页面存档备份，存于）
82. ↑  Mizener, Arthur. . The New York Times. 1960-04-24  [2013-05-12]. （原始内容存档于2018-01-31）. Writers like John O'Hara were showing its influence and younger men like Edward Newhouse and Budd Schulberg, who would presently be deeply affected by it, were discovering it. （页面存档备份，存于）
83. ↑  Wittels, David. . The Saturday Evening Post. 1945-06-23.
84. ↑  Cole, John Y. (编). . Washington: Library of Congress. 1984: 28  [2013-05-22]. ISBN 0844404667. （原始内容存档于2020-10-19）. One hundred fifty-five thousand ASE copies of The Great Gatsby were distributed-as against the twenty-five thousand copies of the novel printed by Scribners between 1925 and 1942. （页面存档备份，存于）
85. ↑  Beckwith, Ryan Teague. . The Denver Post. 2013-05-12  [2013-05-22]. （原始内容存档于2016-03-04）. （页面存档备份，存于）
86. 1 2  Bruccoli 2000，第217頁
87. ↑  Verghis, Sharon. . The Australian. 2013-05-04  [2013-05-05]. （原始内容存档于2015-02-09）. （页面存档备份，存于）
88. ↑  Mizener 1951，第183頁
89. ↑  导演：尼克爱着盖茨比 （页面存档备份，存于），亚太日报，2013年9月3日

### 相關出版
- Bruccoli, Matthew Joseph（ed.）, , New York: Carroll & Graf Publishers, 2000, ISBN 0786709960
- Bruccoli, Matthew Joseph,  2nd rev., Columbia, SC: University of South Carolina Press, 2002, ISBN 1570034559.
- Mizener, Arthur. . Boston: Houghton Mifflin Harcourt. 1951.

## 外部連結
资料
- 巫宁坤譯序
- 了不起的盖茨比 （页面存档备份，存于）原文
- 了不起的盖茨比在线阅读
- 了不起的盖茨比（英文），谷歌图书
- 《了不起的盖茨比》摘要
- 《了不起的盖茨比》介绍（Wordsworth Editions）by Guy Reynolds (2001) （页面存档备份，存于）
- The Great Gatsby history （页面存档备份，存于）
- The Great Gatsby overview（页面存档备份，存于）
- The Great Gatsby （页面存档备份，存于）, from Project Gutenberg Australia, plain text.
- In Gatsby's Tracks – Locating the Valley of Ashes （页面存档备份，存于）
- The Great Gatsby Play （页面存档备份，存于） – Authorized and Granted Exclusive Rights by the Fitzgerald Estate
- Conversations from Penn State: Writers of the Lost Generation with Linda Patterson Miller discussing F. Scott Fitzgerald and his relationships with other writers of the "Lost Generation"
- The Great Gatsby.pdf （页面存档备份，存于） (download the great gatsby pdf book （页面存档备份，存于）)

电影
- 互联网电影数据库（IMDb）上《The Great Gatsby (1926)》的资料（英文）
- 互联网电影数据库（IMDb）上《The Great Gatsby (1949)》的资料（英文）
- 互联网电影数据库（IMDb）上《The Great Gatsby (1974)》的资料（英文）
- 互联网电影数据库（IMDb）上《The Great Gatsby (2000) (TV)》的资料（英文）
- 互联网电影数据库（IMDb）上《G (2002)》的资料（英文）
- 互联网电影数据库（IMDb）上《The Great Gatsby (2013)》的资料（英文）